# Заря (Волынская область)
Заря (укр. Зоря) — село в Устилугской городской общине Владимирского района Волынской области Украины.
Население по переписи 2001 года составляет 338 человек. Почтовый индекс — 44714. Телефонный код — 3342. Занимает площадь 9,32 км².
Село основано в 1786 году. До 1964 г. носило название «Пузов».

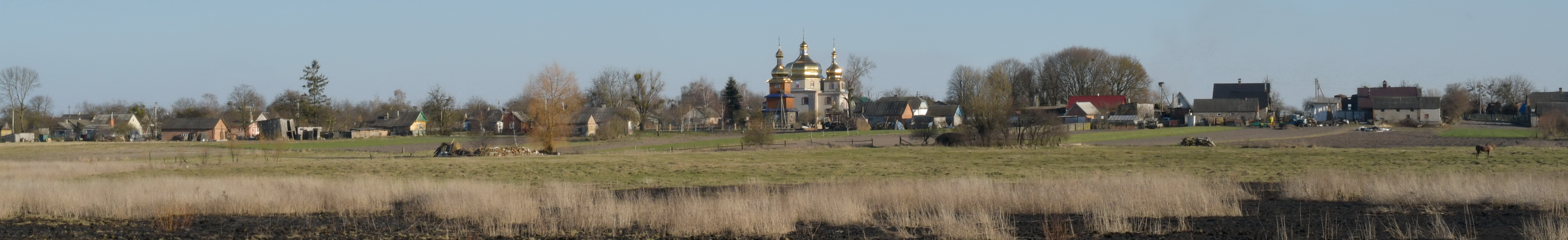
Панорама села Заря — вид с автодороги О 030101

На 1906 год село в Корытницкой волости Владимир-Волынского уезда Волынской губернии. Расстояние от уездного города 12 верст, от волости 21. Дворов 70, в них 556 жителей.
До 14 августа 2015 года — административный центр Зарянского сельского совета Владимир-Волынского района Волынской области.
Проходит автодорога О 030101.